# Âbi o Râbi
Pour plus de détails, voir Fiche technique et Distribution.
Âbi o Râbi (en Persan آبی و رابی) est le premier film long métrage du cinéma muet iranien, réalisé par Ovanes Ohanian. Le film est sorti à Téhéran le 2 janvier 1931 au cinéma Mayak.

## Fiche technique
- Réalisation : Ovanes Ohanian
- Scénario : Ovanes Ohanian
- Photographie : Khan Baba Khan Motazedi
- Production : Sako Lidzeh
- Pays d'origine :  Iran
- Durée: 90 min
- Format : Noir et blanc
- Date de sortie : 2 janvier 1931

## Distribution
- Ali Arjmand
- Abolghasem Ashti
- Ahmad Dehghan
- Mohammad Ali Ghotbi
- Ovanes Ohanian
- Maddam Siranosh
- Gholam Ali Sohrabi
- Mohammad Khan Zarrabi